# 17169 Tatarinov
17169 Tatarinov è un asteroide della fascia principale. Scoperto nel 1999, presenta un'orbita caratterizzata da un semiasse maggiore pari a 2,9743046 UA e da un'eccentricità di 0,1670070, inclinata di 0,69144° rispetto all'eclittica.